# Donacia edentata
Donacia edentata är en skalbaggsart som beskrevs av Schaeffer 1919. Donacia edentata ingår i släktet Donacia och familjen bladbaggar. Inga underarter finns listade i Catalogue of Life.